# 手抓肉

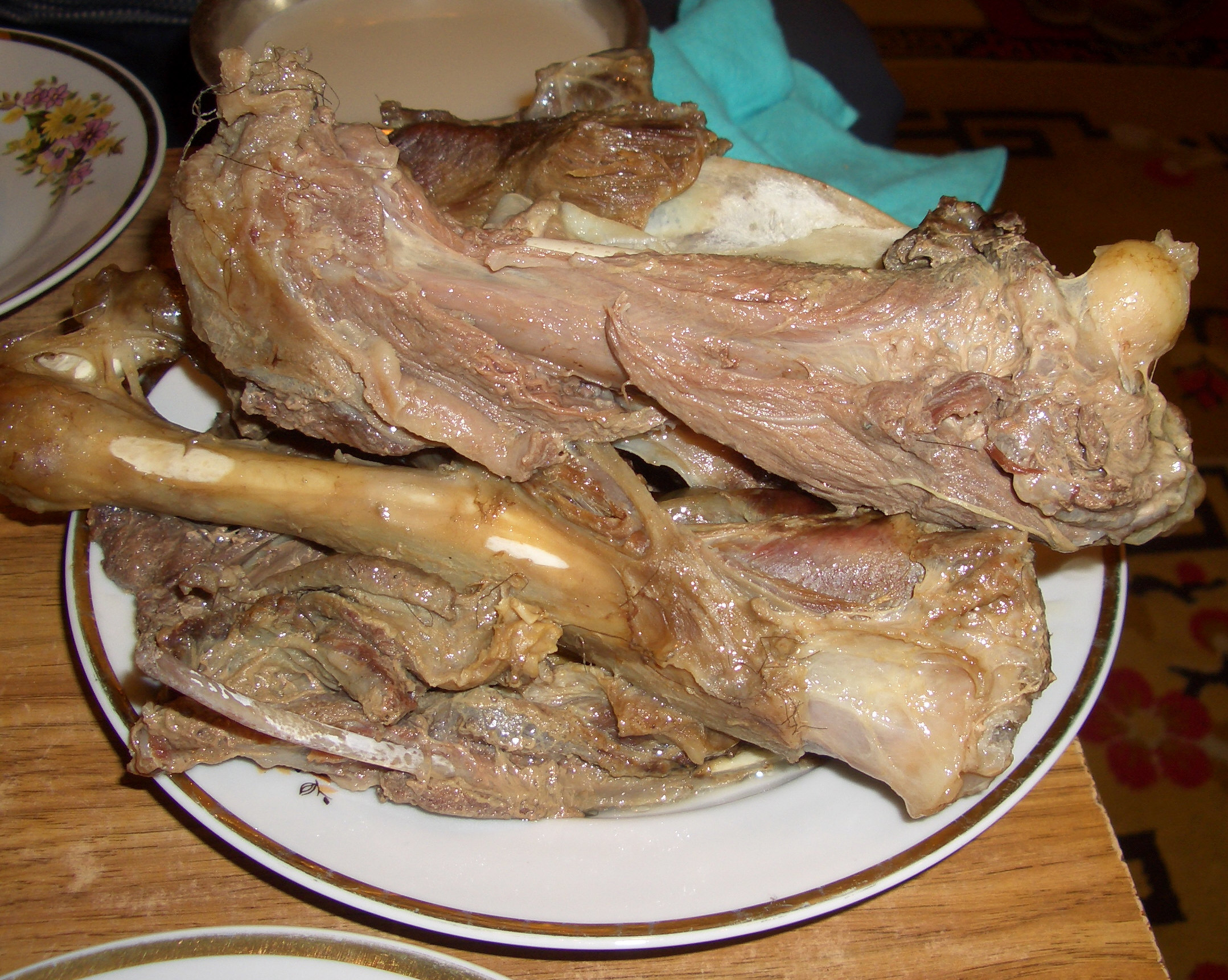
蒙古国乌兰巴托的手抓肉

手抓肉、手把肉，是蒙古-内蒙古-东北草原以及准噶尔盆地上各游牧民族的一种烹饪方法，在蒙古、鄂温克族、达斡尔族、鄂伦春族、哈萨克族、柯爾克孜族的饮食中都可以见到。将羊腿或是羊排等富含脂肪的带骨羊肉部位，同洋葱在水中不加调料煮至恰熟。捞出后切成小块，传统上用手抓着佐以蒜泥和醋或者椒盐食用。